# Stimmkreis Forchheim
Der Stimmkreis Forchheim (Stimmkreis 405) ist ein Stimmkreis in Oberfranken. Er umfasst den Landkreis Forchheim.

## Wahl 2023
Zur Landtagswahl 2023 traten folgende Parteien und Direktkandidaten im Stimmkreis Forchheim an und erzielten folgende Ergebnisse:
| Nr. | Direktkandidat     | Partei       | Erststimmen in % | Gesamtstimmen in % |
| --- | ------------------ | ------------ | ---------------- | ------------------ |
| 1   | Michael Hofmann    | CSU          | 33,7             | 36,4               |
| 2   | Martin Distler     | GRÜNE        | 11,9             | 12,4               |
| 3   | Thorsten Glauber   | Freie Wähler | 27,6             | 22,9               |
| 4   | Matthias Machts    | AfD          | 13,7             | 14,3               |
| 5   | Richard Schmidt    | SPD          | 6,0              | 6,8                |
| 6   | Sebastian Körber   | FDP          | 2,9              | 2,7                |
| 7   | Dustin Opitz       | LINKE        | 1,4              | 1,3                |
| 8   | Christian Keilholz | BP           | 0,8              | 0,8                |
| 9   | Sarah Sandmann     | ÖDP          | 1,1              | 1,2                |
| 10  | Karsten Thamm      | dieBasis     | 0,8              | 0,9                |
| 11  | -                  | Volt         | -                | 0,3                |

## Wahl 2018
Im Stimmkreis waren insgesamt 90.087 Einwohner wahlberechtigt. Die Landtagswahl am 14. Oktober 2018 hatte folgendes Ergebnis:
| Direktkandidat   | Partei               | Erststimmen in % | Gesamtstimmen in % | Veränderung der Gesamtstimmen im Vergleich zur Landtagswahl 2013 in % |
| ---------------- | -------------------- | ---------------- | ------------------ | --------------------------------------------------------------------- |
| Michael Hofmann  | CSU                  | 34,4             | 36,7               | − 3,7                                                                 |
| Atila Karabag    | SPD                  | 6,6              | 6,8                | − 8,5                                                                 |
| Thorsten Glauber | Freie Wähler         | 25,2             | 20,4               | − 1,2                                                                 |
| Emmerich Huber   | GRÜNE                | 14,2             | 15,6               | + 6,1                                                                 |
| Sebastian Körber | FDP                  | 4,8              | 4,6                | + 1,9                                                                 |
| Wilfried Pätzke  | LINKE                | 2,7              | 2,7                | + 0,9                                                                 |
| Torsten Voß      | BP                   | 1,1              | 1,0                | + 0,3                                                                 |
| Manuela Forster  | ÖDP                  | 0,9              | 0,9                | +/− 0,0                                                               |
| -                | PIRATEN              | -                | 0,4                | - 1,6                                                                 |
| Dominik Pflaum   | AfD                  | 10,1             | 10,1               | + 10,1                                                                |
| -                | mut                  | -                | 0,1                | + 0,1                                                                 |
| -                | Die Partei           | -                | 0,4                | + 0,4                                                                 |
| -                | Gesundheitsforschung | -                | 0,1                | + 0,1                                                                 |
| -                | V-Partei³            | -                | 0,1                | + 0,1                                                                 |

Neben dem direkt gewählten Stimmkreisabgeordneten Michael Hofmann (CSU) wurden der FW-Kandidat Thorsten Glauber und der FDP-Kandidat Sebastian Körber über die Bezirkslisten ihrer jeweiligen Partei gewählt.

## Wahl 2013
Bei der Landtagswahl 2013 waren im Stimmkreis 89.379 Einwohner wahlberechtigt. Die Wahlbeteiligung lag bei 68,8 %. Die Wahl hatte folgendes Ergebnis:
| Direktkandidat      | Partei       | Erststimmen in % | Gesamtstimmen in % | Veränderung der Gesamtstimmen im Vergleich zur Landtagswahl 2008 in % |
| ------------------- | ------------ | ---------------- | ------------------ | --------------------------------------------------------------------- |
| Michael Hofmann     | CSU          | 37,4             | 40,4               | - 4,2                                                                 |
| Reiner Büttner      | SPD          | 14,7             | 15,3               | + 2,3                                                                 |
| Karl Waldmann       | GRÜNE        | 8,9              | 9,4                | + 0,8                                                                 |
| Thorsten Glauber    | Freie Wähler | 26,4             | 21,6               | + 2,4                                                                 |
| Patrick Schroll     | FDP          | 2,5              | 2,8                | - 3,6                                                                 |
| Lorenz Baier        | REP          | 1,1              | 1,2                | - 1,3                                                                 |
| Roger Kuchenreuther | ÖDP          | 0,8              | 0,8                | 0,0                                                                   |
| Melanie Hummel      | BP           | 0,6              | 0,8                | + 0,4                                                                 |
| Dirk Eickels        | LINKE        | 1,8              | 1,8                | - 1,5                                                                 |
| Sven Diem           | NPD          | 1,1              | 1,1                | - 0,1                                                                 |

## Landtagswahl 2008
Bei der Landtagswahl 2008 waren im Stimmkreis 87.772 Einwohner wahlberechtigt. Die Wahlbeteiligung lag bei 63,1 %. Die Wahl hatte folgendes Ergebnis:
| Direktkandidat     | Partei       | Erststimmen in % | Gesamtstimmen in % | Veränderung der Gesamtstimmen im Vergleich zur Landtagswahl 2003 in % |
| ------------------ | ------------ | ---------------- | ------------------ | --------------------------------------------------------------------- |
| Eduard Nöth        | CSU          | 42,7             | 44,5               | - 13,6                                                                |
| Reiner Büttner     | SPD          | 12,0             | 13,1               | - 3,0                                                                 |
| Karl Waldmann      | GRÜNE        | 8,3              | 8,7                | + 2,5                                                                 |
| Thorsten Glauber   | Freie Wähler | 23,4             | 19,1               | + 7,2                                                                 |
| Sebastian Körber   | FDP          | 6,0              | 6,4                | + 4,1                                                                 |
| Marie-Luise Grüner | REP          | 2,0              | 2,5                | - 1,1                                                                 |
| Tanja Pfisterer    | ödp          | 0,7              | 0,8                | 0,0                                                                   |
| Martin Kugler      | BP           | 0,5              | 0,4                | - 0,1                                                                 |
| –                  | BB           | -                | 0,1                | + 0,1                                                                 |
| Dieter Böhme       | LINKE        | 3,3              | 3,3                | + 3,3                                                                 |
| Johannes Hühnlein  | NPD          | 1,1              | 1,2                | + 1,2                                                                 |